# Tapio (Mythologie)
Tapio ist der Gott des Waldes und der Jagd aus der finnischen Mythologie. Finnische Jäger beten zu ihm, bevor sie auf die Jagd gehen. Seine Frau ist Mielikki, die Göttin des Waldes und der Jagd. Seine Töchter heißen Tellervo, Tyytikki und Tuulikki. In manchen Liedern wird auch eine Tochter namens Annikki erwähnt. 
Im finnischen Nationalepos Kalevala hat Lemminkäinen zu Tapio und seiner Frau gebetet und ihnen Gold und Silber dargeboten. Dadurch konnte er später den Elch von Hiisi fangen.
Nach Tapio wurde die Gartenstadt Tapiola in der finnischen Stadt Espoo benannt.
Tapiola ist auch der Titel einer 1926 in New York uraufgeführten symphonischen Dichtung von Jean Sibelius. Seinem Verleger erklärte Sibelius den Titel so: Da dehnen sich des Nordlands düstre Wälder,/ Uralt, geheimnisvoll in wilden Träumen,/ In ihnen wohnt des Waldes mächt'ge Gott,/ Waldgeister weben heimlich in dem Dunkel.